# Tomakomai

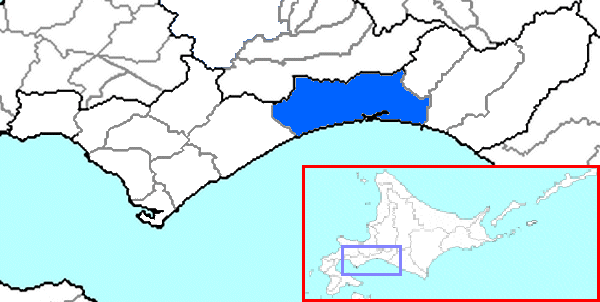
Położenie miasta na wyspie Hokkaido

Tomakomai (jap. 苫小牧市 Tomakomai-shi) – miasto w Japonii, w południowej części wyspy Hokkaido, nad Oceanem Spokojnym, w podprefekturze Iburi. Miasto ma powierzchnię 561,57 km². W 2020 r. mieszkało w nim 170 113 osób, w 79 962 gospodarstwach domowych  (w 2010 r. 173 320 osób, w 76 167 gospodarstwach domowych) . W mieście rozwinął się przemysł rafineryjny, petrochemiczny, samochodowy, cementowy oraz celulozowo-papierniczy. Tomakomai jest największym portem handlowym oraz rybackim na wyspie.